# Michel Étienne Lenoir de La Cochetière
Pour les articles homonymes, voir Lenoir.
Michel Étienne François Lenoir de la Cochetière, né le 11 janvier 1765 à Le Lude (Sarthe), mort en avril 1797 à Paris, est un général de brigade de la Révolution française.

## États de service
Il entre en service le 4 avril 1787, à la compagnie des gendarmes écossais, et il quitte l'uniforme le 4 avril 1787. Retiré du service le 1er avril 1788, il entre dans la garde nationale de Château-du-Loir à la formation en août 1789.
Le 2 septembre 1791, il est élu lieutenant colonel du 1er bataillon de volontaires de la Sarthe, et il sert à l’armée du Nord. Le 17 août 1793, il est fait prisonnier lors de la défense de la redoute de la forêt de Mormal près de Maubeuge.
Il est promu général de brigade le 19 août 1793, et il est libéré de captivité en septembre suivant. Il est envoyé à l’armée de l’Ouest, puis à celle de Brest, pour participer aux guerres de l’Ouest en 1793 et 1794. Le 9 mars 1794, il commande la 17e division militaire à Orléans, et le 16 août suivant, il est relevé de ses fonctions, à la suite de la réforme de l’état-major de l’armée de l’Ouest.
Le 21 janvier 1795, il est remis en activité, et le 6 mai suivant il reprend du service comme chef de bataillon. Il est réformé le 6 octobre 1796, et il se serait probablement suicidé dans le bois de Boulogne à Paris en avril 1797.

## Sources
- (en) « Generals Who Served in the French Army during the Period 1789 - 1814: Eberle to Exelmans »
- Georges Six, Dictionnaire biographique des généraux & amiraux français de la Révolution et de l'Empire (1792-1814) Paris : Librairie G. Saffroy, 1934, 2 vol.
- (pl) « Napoléon.org.pl »
- Georges Six, Dictionnaire biographique des généraux & amiraux français de la Révolution et de l'Empire (1792-1814), Paris : Librairie G. Saffroy, 1934, 2 vol., p. 106-107